# 真実らしさ
真実らしさ、迫真性、ベリシミリチュード、トゥルースライクネス（英語: verisimilitude, truthlikeness）とは、真実であるという確証がないが、真実と思わせるあり方の事である。主に科学哲学や科学的方法において使われる専門用語。

## 科学哲学
科学と疑似科学との間の線引き問題は、現在でも解決されてない問題であり、
科学哲学者のカール・ポパーは反証テストなどを使って、人文科学の分野で「理論の確からしさ」を証明しようと試みた。

## 芸術
リアリズムの語は、古くから形而上学、倫理学上の用語として使われてきた。真実らしさは写実主義など多くの芸術に影響を与えてきた思想である。

## 関連用語
- 噂
- 虚構新聞
- トゥルーシネス（英語版）　- アメリカのコメディアンであるスティーヴン・コルベアの造語、2005年のアメリカ流行語大賞語、「真実であって欲しいという願望」
- ウィキアリティ - スティーヴン・コルベアの造語、2006年のアメリカ流行語大賞語、「合意に基づいて形成された真実」